# Giacomo di Sutri
Giacomo (XIII secolo – Sutri, 1325) è stato vescovo di Sutri dal 1290 al 1325.

## Biografia
Non sono molte le informazioni sulla vita e l'operato del vescovo Giacomo, di cui non si hanno notizie prima del suo episcopato.
Era canonico della cattedrale sutrina quando fu eletto vescovo di Sutri, dopo la morte del predecessore Aldebrando. Papa Niccolò IV confermò l'elezione il 16 maggio 1290. Il 12 giugno successivo il papa dette mandato al vescovo di Viterbo, o, se impedito, al vescovo di Orte, di scegliere due vescovi del territorio viterbese per la consacrazione di Giacomo e riceverne il giuramento di fedeltà.
Il nome di Jacobus Sutrinus è menzionato in diversi privilegi con i quali furono accordate indulgenze a favore dell'ospedale del Santo Spirito di Friburgo (1290 e 1296), della chiesa del monastero Mariengarten di Colonia (1296) e della cappella del beghinaggio di Breda (1296).
Nel 1297 papa Bonifacio VIII lanciò una vasta campagna militare contro la famiglia Colonna di Palestrina; tra i vari obiettivi militari ci fu anche la città di Nepi e il suo castello. Verso la fine di maggio le truppe papali si ammassarono sotto le mura di Nepi e toccò al vescovo Giacomo di Sutri benedire i soldati, assolvendoli da tutti i peccati commessi durante la loro vita. Di questo episodio resta un atto notarile, datato 29 maggio 1297, nel quale si fa menzione del venerabilis pater dominus Iacobus sutrinus episcopus.
Il 24 dicembre 1303 fu nominato vicario generale di Roma (Vicarius Urbis), incarico che mantenne fino al 1307.
Il 12 gennaio 1311 Giacomo fu testimone di un atto di vendita, redatto nell'episcopio di Sutri, con il quale Pietro Thomasii e Angelo Luce Gualfredi vendettero al magister Pietro Petri Johannis scrinarius una casa e una vigna del territorio sutrino.
Il vescovo sutrino esercitò per un anno, tra il 1309 e il 1310, l'ufficio di inquisitore contro l'ordine dei Templari, ma non venne pagato per il lavoro svolto. Di questo si lamentò con papa Clemente V, il quale, il 20 marzo 1313, incaricò i vescovi di Castro e di Bagnoregio di occuparsi della vicenda.
L'ultima attestazione documentaria del vescovo Giacomo risale al 1321/22; in quest'occasione fu destinatario di una lettera di Adenolfo, abate di San Paolo fuori le mura, che raccomandava al vescovo sutrino due suoi monaci deputati alla chiesa di Santo Stefano di Sutri.
Non si hanno altre notizie fino al 1325, quando, per la morte di Giacomo, il 7 giugno fu confermata dal papa l'elezione del successore, Tommaso, episcopus Agiensis.